# بركلا شوب (كورنوال)
بركلا شوب (بالإنجليزية: Barkla Shop)‏ هي قرية تقع في المملكة المتحدة في كورنوال.

## معرض صور

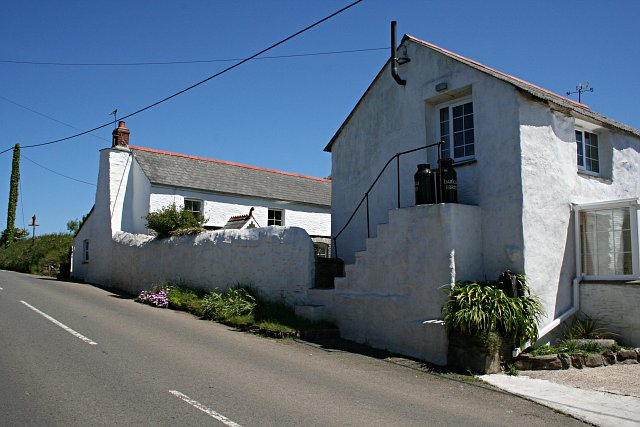
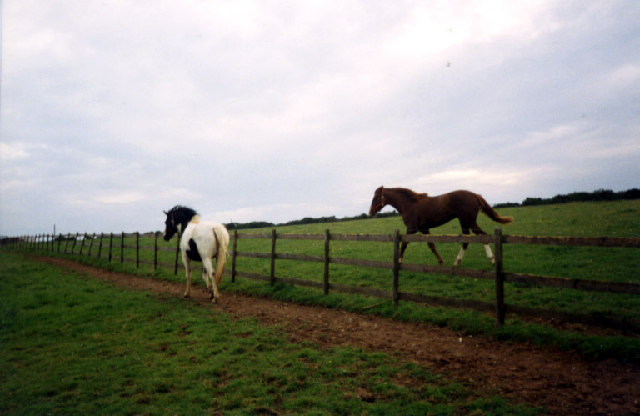
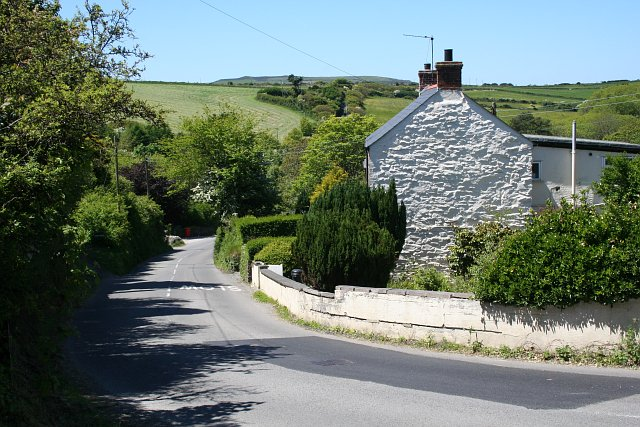
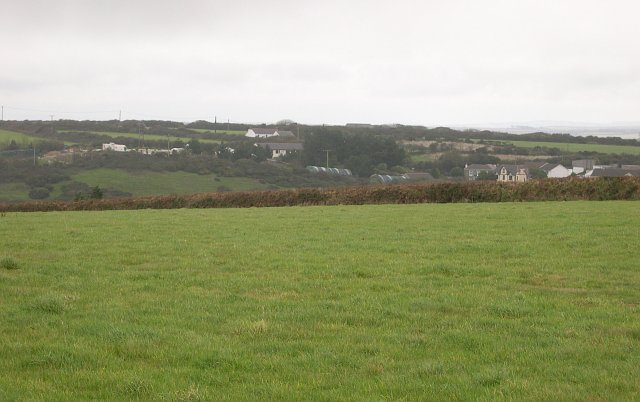
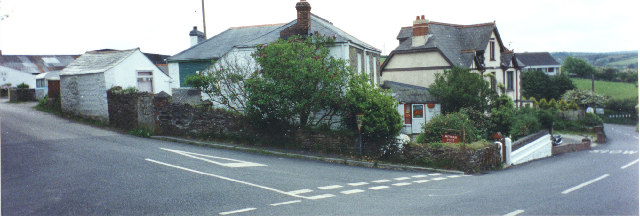